# No Cause for Concern
Albums de Vice Squad
Stand Strong Stand Proud
No Cause for Concern est le premier album studio du groupe de punk rock Vice Squad.

## Historique
Il est initialement publié en 1981 par Zonophone, une division d'EMI. Bien qu'il n'est pas publié par Riot City Records, le groupe décide d'utiliser le nom Riot City car c'est un label qu'ils avaient fondé'. L'album est ensuite réédité par Dojo avec deux titres bonus et Captain Oi! avec les mêmes deux titres bonus et six autres titres.
L'album est considéré comme un classique du street punk,.

## Liste des pistes
1. "Young Blood" (Shane Baldwin, Dave Bateman) – 2:42
2. "Coward" (Bateman, Rebecca Bond) – 2:14
3. "Nothing" (Bateman, Bond) – 1:34
4. "Summer Fashion" (Bateman) – 3:04
5. "1981" (Bateman, Bond) – 2:24
6. "Saturday Night Special" (Baldwin, Bateman) – 2:48
7. "Offering" (Bateman, Bond) – 1:38
8. "The Times They Are a-Changin'" (Bob Dylan) – 1:59
9. "Evil" (Bateman, Bond) – 3:16
10. "Angry Youth" (Bateman) – 1:25
11. "It's a Sell Out" (Bateman) – 1:54
12. "Still Dying" (Bateman) – 1:49
13. "Last Rockers" (Bateman, Bond) – 4:28

### Pistes bonus chez Captain Oi! en 1993
1. "(So) What for the 80's" (Bateman, Bond) – 2:09
2. "Sterile" (Bateman, Bondage) – 2:39

### Pistes bonus chez Captain Oi! en 2000
1. "Last Rockers" (single version) (Bateman, Bondage) – 4:18
2. "Living on Dreams" (Bateman) – 2:49
3. "Latex Love" (Bateman) – 1:33
4. "Resurrection" (Bateman) – 4:02
5. "Young Blood" (Baldwin, Bateman) – 2:37
6. "Humane" (single version) (Bateman) – 2:01

### Origines des pistes bonus
- Les pistes 14 et 15 sont apparues à l'origine sur le single "Out of Reach"
- Les pistes 16 – 18 sont apparues à l'origine sur le single "Last Rockers"
- Les pistes 19 – 21 sont apparues à l'origine sur le single « Resurrection »

## Personnel
Vice Squad
- Beki Bondage – chant
- Dave Bateman – guitare
- Mark Hambly – basse
- Shane Baldwin – batterie

## Historique des versions
| Région      | Date | Étiquette   | Format | Catalogue   | Remarques                  |
| ----------- | ---- | ----------- | ------ | ----------- | -------------------------- |
| ROYAUME-UNI | 1981 | Zonophone   | LP     | ZEM 103     |                            |
| ROYAUME-UNI | 1993 | Dojo        | LP/CD  | DOJO 167    | Comprend deux pistes bonus |
| ROYAUME-UNI | 2000 | Captain Oi! | CD     | AHOY CD 153 | Contient huit titres bonus |